# Mount Kaputar National Park
Mount Kaputar National Park är en park i Australien. Den ligger i kommunen Narrabri och delstaten New South Wales, i den sydöstra delen av landet, omkring 410 kilometer norr om delstatshuvudstaden Sydney. Mount Kaputar National Park ligger 1 192 meter över havet.
Trakten runt Mount Kaputar National Park är nära nog obefolkad, med mindre än två invånare per kvadratkilometer.. 
I omgivningarna runt Mount Kaputar National Park växer i huvudsak städsegrön lövskog. Genomsnittlig årsnederbörd är 762 millimeter. Den regnigaste månaden är januari, med i genomsnitt 126 mm nederbörd, och den torraste är oktober, med 18 mm nederbörd.